# 葛原美由紀
葛原 美由紀（くずはら みゆき、1982年1月15日 - ）は、島根県出身のモデル・タレント。
有限会社アクアプレイス所属。以前はアウラ・エージェントに所属していた。
キャッチフレーズは「インドとカレーをこよなく愛する女｣。

## 経歴
- 東京モーターショーコンパニオン
- 撮影会モデル
- 舞台「三姉妹のコーダ」(2007年6月～7月、池袋BEMSTAR)
- ケーブルテレビ品川「キャッチアップしながわ しなココ!」(2008年7月～)
- 関西電力 動画でわかる！オール電化の使い方

など

## 趣味・嗜好・特技
- 自分自身でカレーを作って食べたり、いろいろな店のカレーを食べまくること。
- アジアを自由旅行すること。葛原の自由旅行は、5つ星最高級ホテルに宿泊する旅行ではなく、バックパックを背負ってドミトリーなどの安宿に宿泊する旅行である。2007年8月にはひとりでパキスタンとインドを旅行した。パキスタンとインド以外にタイ、カンボジア、ラオスなども旅行したことがある。
- 元々タバコは嫌いだったが、2009年の夏に旅行したシリアで水タバコの虜になり、水タバコの道具と葉を購入して帰国した。葛原曰く「カレーの後のデザート代わりにピッタリ」とのこと。ただ日本では水タバコ用の葉を取り扱っている店が少ないため、普段は水タバコの代わりにフレーバーの入ったタバコを吸っている。
- フラダンスも得意である。